# Августенбурги
Августенбурги, Августенборги (нім. Augustenburg, данське Augustenborg) — бокова герцогська гілка данської королівської династії Ольденбургів, заснована в 1651 році гольштейнським герцогом Е. Гюнтером (14.10.1609 — 18.01.1689) і названа на честь замку Августенборг на острові Альс в Данії. Повна назва династії — Шлезвіг-Гольштейн-Сьондерборг-Августенбург. В XVII—XVIII сторіччах Августенбурги займали найвищі державні посади в Данії, а в 1779 в зв'язку з вимиранням династії Глюксбургів по чоловічій лінії, безуспішно намагалися отримати право на данський престол. В XIX сторіччі Августенбурги виступали як претенденти на шведський та шлезвіг-гольштейнський престоли.